# Любительская футбольная лига (8×8)
Любительская футбольная лига (ЛФЛ) — российская общественная организация, является членом Российской федерации футбола «8 на 8», «7 на 7», «6 на 6». 

## Деятельность
ЛФЛ организует всероссийские и региональные соревнования по разновидности футбола с меньшим числом игроков, меньшим временем игры и на меньшей по размеру площадке (но не мини-футбол и не футзал), проходящие на открытом воздухе (примеры — «мини-стадионы» на Флотской, 64, просп. Вернадского, 78с5, «Сетунь Парк» (Толбухина, 10), «Реалспорт Арена» (Борисовский пр., 15к4) в Москве). Наиболее развиты турниры в Москве, где существует система нескольких дивизионов и различных турниров 8х8, входящих в её состав и освещающихся на сайтах lfl.ru и vsporte.ru, в том числе организовываются прямые трансляции матчей на соответствующих Youtube-каналах), в которых нередко принимают участие известные (иногда — действующие) игроки большого футбола (Евгений Алдонин, Роман Широков, Дмитрий Сычёв, Андрей Каряка, Эрик Корчагин и др.), а в качестве членов административных и управленческих структур фигурируют известные медийные персоны. Так, например, владельцем клуба «Эгриси», выступающего в высшем дивизионе ЛФЛ на северо-востоке Москвы, является Василий Уткин, ранее тренером команды «Я — тренер» (Санкт-Петербург) был Никита Ковальчук (Картавый).
Также ЛФЛ управляет делами сборных России, участвующих в чемпионатах мира по футболу 7×7, проходящих под эгидой международных федераций FIF7 и IFA7, и 6×6, проходящих под эгидой ISF.
Проводятся ветеранские турниры.

## Руководство
В настоящее время пост президента ЛФЛ занимает Смирнов Дмитрий Юрьевич.